# Socialistična republika Bosna in Hercegovina
Socialistična republika Bosna in Hercegovina je bila ena od šestih konstitutivnih republik Socialistične federativne republike Jugoslavije. Obsegala je ozemlje današnje Bosne in Hercegovine.